# Evolutionaire geneeskunde
In de evolutionaire geneeskunde (in het Engels ook wel Darwinian medicine genoemd) worden de medische aspecten van menselijke pathogenen vanuit het oogpunt van de evolutietheorie verklaard.
Volgens de evolutietheorie zijn alle soorten, via natuurlijke selectie, het resultaat van een proces genaamd evolutie. Dit proces vindt plaats wanneer een genetische variatie en relevante milieu-invloeden het voortplantingssucces van een populatie beïnvloeden. Een mutatie, met negatieve effecten ten opzichte van reproductiviteit zal bijvoorbeeld in frequentie dalen ten opzichte van een alternatief allel met positieve effecten.  
Het is geopperd dat evolutie door natuurlijke selectie door adaptaties het ons bekende functionele ontwerp van levende wezens heeft opgeleverd, en dat daarom ziekte en infectie verklaard kunnen worden via een kosten/voordeel analyse van fysiologische functionaliteit. Een betere kennis van het evolutionaire ontwerp helpt medische onderzoekers met het verklaren van verschillende fenomenen: infecties, verwonding, vergiftiging, genetische ziektes, ouder worden, allergieën, problemen gedurende de geboorte, kanker en geestesziekten. 
Een bekend voorbeeld van een gebruik van evolutionaire medische kennis is de studie naar de evolutionaire wapenwedloop tussen ziekteverwekkers en de antistoffen van het menselijk lichaam. Andere voorbeelden betreffen menselijke populaties die bepaalde symptomen vertonen die hun overlevingskansen verhogen. Sikkelcelanemie beschermt tegen malaria en hemochromatose beschermt tegen de builenpest.
Enkele bekende onderzoekers die actief zijn in dit veld zijn Rainer H. Straub, Paul W. Ewald, Sharon Moalem, Randolph M. Nesse, James McKenna en George C. Williams.